# Pentas zanzibarica
Pentas zanzibarica är en måreväxtart som först beskrevs av Johann Friedrich Klotzsch, och fick sitt nu gällande namn av Wilhelm Vatke. Pentas zanzibarica ingår i släktet Pentas och familjen måreväxter.

## Underarter
Arten delas in i följande underarter:
- P. z. milangiana
- P. z. zanzibarica
- P. z. haroniensis
- P. z. intermedia
- P. z. latifolia
- P. z. rubra
- P. z. tenuifolia